# Kawachi-Klasse
Die Kawachi-Klasse war eine Klasse von zwei Schlachtschiffen der Kaiserlich Japanischen Marine. Sie wurden vor dem Ersten Weltkrieg gebaut und waren die erste japanische Klasse von Dreadnoughts.

## Geschichte

### Planung

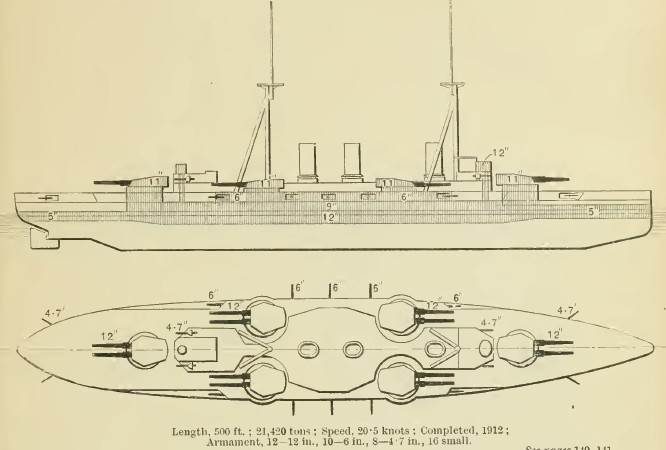
Ansicht der Kawachi-Klasse von Steuerbord und von oben

Bereits 1903/1904 wurde in Japan ein Entwurf für ein „All big guns one caliber“-Schlachtschiff angestellt, der jedoch nicht umgesetzt wurde. Bei der 1905 auf Stapel gelegten Satsuma-Klasse war eine einheitliche Hauptbewaffnung aus 305-mm-Geschützen vorgesehen, was jedoch aus finanziellen Gründen nicht umgesetzt wurde. Die beiden Schiffe wurden stattdessen als Semi-Dreadnoughts mit einer gemischten Schweren Artillerie aus 305-mm- und 254-mm-Geschützen gebaut.
Dennoch wurden nach dem Ende des Russisch-Japanischen Krieges und dem Bau der britischen Dreadnought, die 1906 in Dienst gestellt wurde, erneut Pläne begonnen, eine Klasse von Dreadnoughts zu bauen. Dies war nötig, um die neue Vorherrschaft in Ostasien nach der Zerstörung der russischen Flotte in der Seeschlacht bei Tsushima zu behaupten.
Folglich wurde mit dem Haushalt 1907 der Bau der beiden Schiffe Kawachi und Settsu in Auftrag gegeben.

### Bau
Die Kawachi wurde am 1. April 1909 auf der Marinewerft Kure an der Seto-Inlandsee auf Stapel gelegt, am 15. Oktober 1910 vom Stapel gelassen und am 31. März 1912 in Dienst gestellt. Die Settsu wurde am 18. Januar 1909 auf der Marinewerft Yokosuka in der Nähe Tokios kielgelegt, am 30. März 1911 vom Stapel gelassen und am 1. Juli 1912 in Dienst gestellt. Die Bauzeit betrug etwa 3 bzw. 3,5 Jahre.

## Technische Beschreibung

### Abmessungen
Die Schiffe hatten eine Gesamtlänge von 160,60 eine Länge zwischen den Loten von 152,4 m und eine Breite von 25,70 m. Der Tiefgang lag bei der Kawachi 8,20 m, und bei der Settsu bei 8,50 m. Das Verhältnis von Länge zu Breite betrug etwa 5,8:1. Die Verdrängung lag zwischen 20.823 tn.l.und 21.443 tn.l.

### Antrieb
Die Schiffe waren mit zwei Dampfturbinen ausgestattet, die jeweils eine Welle antrieben und insgesamt 25.000 Shp (18.387 kW) entwickelten, mit der sie eine Höchstgeschwindigkeit von 21 Knoten (39 km/h) erreichten. Der Dampf wurde von 16 Miyabara-Wasserrohrkesseln mit einem Arbeitsdruck von 19,3 bar geliefert. Die Schiffe konnten maximal 2.300 tn.l. Kohle oder 400 tn.l. Heizöl mitführen, was ihnen bei 18 Knoten (33 km/h) eine Reichweite von 2.700 Seemeilen (5.000 km) ermöglichte. Die Besatzung bestand aus 999 Offizieren und Mannschaft.
Es waren drei Schornsteine zwischen den Masten zum Rauchabzug vorhanden. Gesteuert wurden die Schiffe mit einem Steuerruder.

### Bewaffnung

#### Hauptbewaffnung
Die Hauptbewaffnung bestand aus vier 305-mm-L/50-Kanonen in zwei Zwillingsgeschütztürmen vor und hinter den Aufbauten. Zusätzlich befanden sich mittschiffs acht weitere 305-mm-Geschütze mit 45 Kaliberlänge. Die etwa 15 m langen Geschütze hatten einen Seitenrichtbereich von 300 Grad. Die Kanonen selbst wogen etwa 68 t und hatten eine maximale Elevation von 15° und eine Mündungsgeschwindigkeit von 869 m/s. Sie verschossen 385 kg schwere Granaten mit einer Kadenz von rund zwei Schuss pro Minute.
Beim Umbau der Settsu zum Zielschiff wurde die gesamte Bewaffnung entfernt.

#### Sekundärbewaffnung
Die Sekundärbewaffnung bestand aus zehn 152-mm-Geschützen, in Kasematten entlang des Rumpfes fünf auf jeder Breitseite. Das Geschütz hatte einen Seitenrichtbereich von 300 Grad und eine maximale Elevation von 18 Grad. Bei einer Mündungsgeschwindigkeit von 825 m/s hatte die Kanone eine Reichweite von 14.800 m. Zusätzlich hatten die Schiffe acht 120-mm-Schnellfeuergeschütze und acht 76-mm-Schnellfeuergeschütze gegen Torpedoboote installiert.

#### Flugabwehr
1918 wurden vier Typ 3 8-cm-Flugabwehrkanonen installiert. Diese konnten 6 kg schwere Geschosse bei einer Rohrerhöhung von 45° 10,8 km weit verschießen. Auf der Settsu wurden 1940 bis 1941 zwei 13-mm-Flugabwehrmaschinengewehre und 1944 25-mm-Flugabwehrkanonen eingebaut. Sie dienten wohl der Flugabwehr in Häfen und auf dem Weg zu Übungen.

#### Torpedos
Es waren drei unter Wasser installierte Torpedorohre für 457-mm-Torpedos, eines am Heck und je Seite eines, vorhanden.

### Panzerung
Die Kawachi-Klasse hatte einen Panzergürtel aus Krupp-Zementstahl. Der Hauptpanzergürtel erstreckte sich von der vorderen bis zur hinteren Barbette. Zusammen mit 152 mm starken Querschotten bildete er die gepanzerte Zitadelle. Mittschiffs war der Gürtel 305 mm dick und verjüngte sich an seinen Enden an Bug und Heck auf 127 mm. Darüber verlief ein weiterer Plankengang mit einer Dicke von 203 mm, der sich vom Bug bis zur achteren Barbette erstreckte. Die Geschütztürme waren rundum mit 280 mm gepanzert und hatten ein 76 mm dickes Dach. Die darunter liegenden Barbetten waren mit 229 bis 279 mm geschützt. Die Kasematten für die 152-mm-Kanonen waren mit 152 mm gepanzert. Der Kommandoturm hatte eine 152 bis 254 mm dicke Panzerung und das Deck war 29 mm dick.

## Einheiten

### Kawachi
Quelle:
- Kiellegung am 1. April 1909 bei der Kure Kaigun Kosho (Marinewerft)
- Stapellauf am 15. Oktober 1910
- Indienststellung am 31. März 1912
- Untergang am 12. Juli 1918 in der Tokuyama-Bucht unter hohen Verlusten aufgrund der Explosion einer Munitionskammer.

### Settsu
Quelle:
- Kiellegung am 18. Januar 1909 bei Yokosuka Kaigun Kosho (Marinewerft)
- Stapellauf am 30. März 1911
- Indienststellung am 1. Juli 1912
- Außerdienststellung am 7. September 1921
- Umbau zum Zielschiff bis 1924 auf der Marinewerft Kure, hierbei Stilllegung einiger Kessel und Entfernung eines Schornsteins und der Bewaffnung
- Erneuter Umbau 1937 bis 1938 zum Fernlenkzielschiff, Auswirkungen siehe Panzerung, Leitschiff Zerstörer Yakaze
- Weiterer Umbau 1940 bis 1941, Auswirkungen siehe Antrieb und Flugabwehr
- Einsatz zur Ausbildung von Trägerflugzeugpiloten
- Am 24. Juli 1945 bei Kure durch Bombentreffer beschädigt und auf Grund gesetzt
- Später geborgen
- Bis 1947 bei Harima Zosensho, KK Harima, abgewrackt

## Vergleich mit zeitgenössischen Schlachtschiff-Klassen und Bewertung
Im Vergleich mit den 1908 und 1909 auf Kiel gelegten Schlachtschiff-Klassen bzw. Einzelschiffen, der deutschen Helgoland-Klasse, der britischen Neptune und Orion-Klasse, der US-amerikanischen Florida-Klasse, der russischen Gangut-Klasse und der italienischen Dante Alighieri, sind mehrere Eigenschaften auffällig.
Das Aufstellungsschema der Schweren Artillerie war ungewöhnlich, alle anderen großen Seemächte mit Ausnahme Deutschlands nutzten Aufstellungen mit allen Geschützen in Mittschiffslinie oder Flügeltürme, was das Breitseitfeuer mit allen Geschützen ermöglichte. Italien und Russland nutzten bereits Drillingstürme.
Die Panzerstärke des Seitenpanzers war mit bis zu 305 mm sehr hoch, lediglich mit der deutschen Helgoland- und der britischen Orion-Klasse vergleichbar.
Die Fahrstrecke war mit lediglich 2.500 sm gering, womit sich die Schiffe nur zum Einsatz in der Nähe eigener Stützpunkte um die japanischen Inseln, Korea und Taiwan eigneten. Andererseits sind viele anderen Eigenschaften ähnlich ausgeprägt wie in anderen Marinen.
Das Kaliber und die Rohranzahl der Schweren Artillerie war durchschnittlich, lediglich Großbritannien begann mit der Orion-Klasse den Übergang zum Kaliber 343 mm. Die Geschwindigkeit war mit 21 kn durchschnittlich, übertroffen aber von den 23 kn schnellen Schiffen der Gangut-Klasse und der Dante Alighieri.
Der Unterwasserschutz aus Kohleschutzbunkern war üblich, abgesehen von der Helgoland- und der Orion-Klasse. Im Falle eines Einsatzes dürfte dies, zusammen mit dem geringen Fahrbereich, ihr größter Nachteil gewesen sein, da die Gefechte des Ersten Weltkriegs zeigten, dass die Gefahr, die von Unterwassertreffern durch Minen und Torpedos ausgeht, hoch ist. Erkennbar ist dies an den hohen Verlusten in den Gefechten bei Gallipolli und dem Untergang der Lützow in der Skagerrakschlacht.
Somit erscheint die Klasse als sowohl vergleichsweise schlagkräftig als auch standkräftig, aber in der Standkraft durch den Unterwasserschutz geschwächt und mit der geringen Fahrstrecke nur schwer für weitreichende Operationen einzusetzen.